# Clergoux
Clergoux est une commune française située dans le département de la Corrèze en région Nouvelle-Aquitaine.
Ses habitants sont appelés les Clergousien(ne)s.

## Géographie

### Description
Clergoux est située à 18 km à l'est de Tulle (14 à vol d'oiseau), 33 km au nord d'Argentat-sur-Dordogne (23), 18 km au sud-ouest d'Égletons (16), sur un plateau de moyenne altitude, entre 500 et 600 m.
Elle est desservie par l'ancienne route nationale 678 (actuelle RD 978) qui relie Tulle à Clermont-Ferrand via Mauriac.

### Communes limitrophes
Les communes limitrophes sont  Champagnac-la-Noaille, Espagnac, Eyrein, Saint-Martial-de-Gimel et Saint-Pardoux-la-Croisille.

### Hydrographie

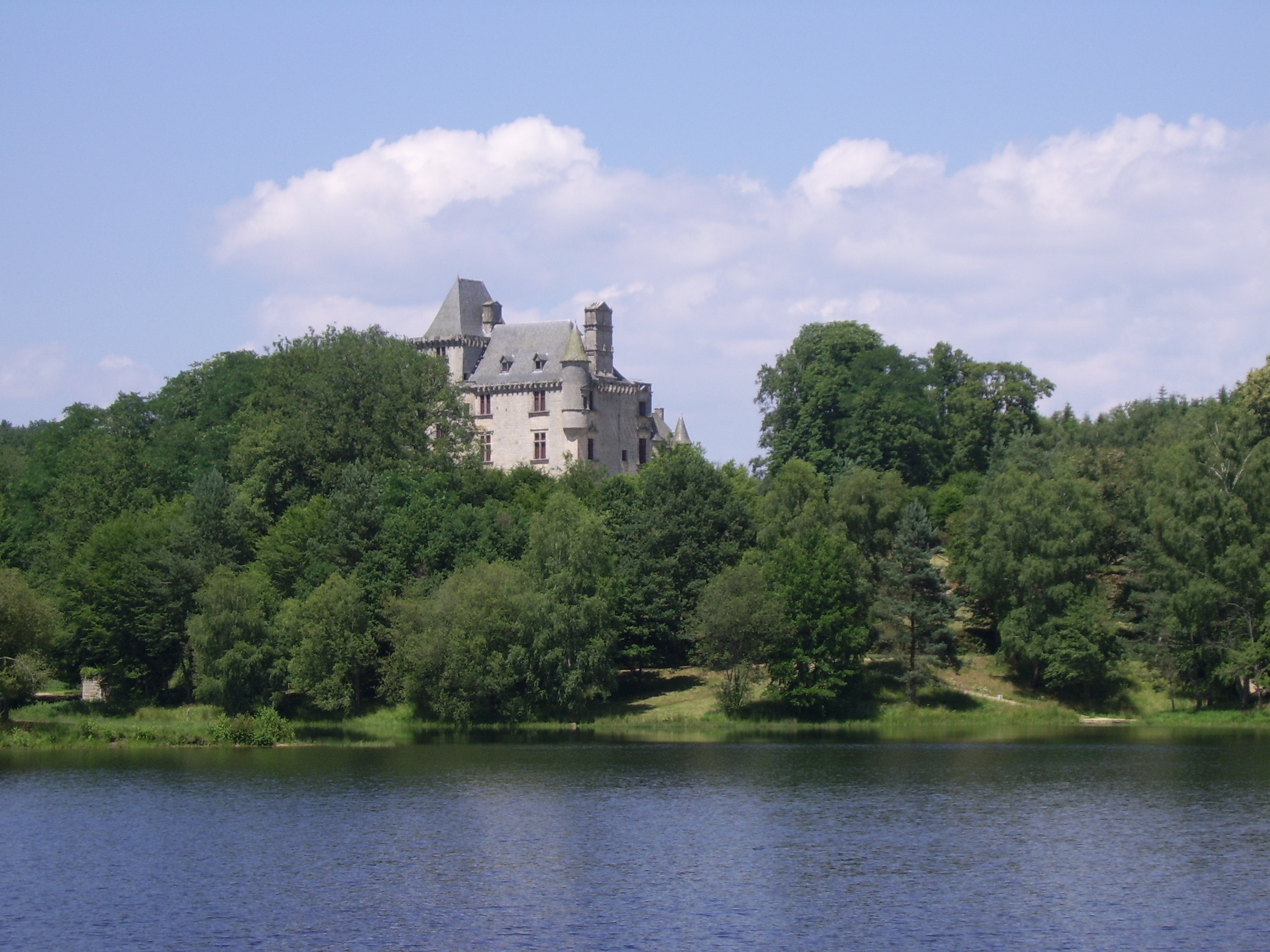
L'étang de la Prade et le château de Sédières.

De nombreux lacs et étangs parsèment les environs (étang de Prévôt, barrage de la Valette, étang Ferrier, étang de Taysse).
Le ruisseau de l'Homme Mort, branche-mère de la Saint-Bonnette, prend sa source sur le territoire communal.

### Climat
Pour des articles plus généraux, voir Climat de la Nouvelle-Aquitaine et Climat de la Corrèze.
Historiquement, la commune est exposée à un climat montagnard.  
En 2020, Météo-France publie une typologie des climats de la France métropolitaine dans laquelle la commune est exposée à un climat de montagne et est dans la région climatique  Ouest et nord-ouest du Massif Central, caractérisée par une pluviométrie annuelle de 900 à 1 500 mm, maximale en automne et en hiver.
Pour la période 1971-2000, la température annuelle moyenne est de 10,2 °C, avec  une amplitude thermique annuelle de 15 °C. Le cumul annuel moyen de précipitations est de 1 375 mm, avec 13,3 jours de précipitations en janvier et 8,3 jours en juillet. Pour la période 1991-2020, la température moyenne annuelle observée sur la station météorologique la plus proche, située sur la commune de Marcillac-la-Croisille à 5 km à vol d'oiseau, est de 10,8 °C et le cumul annuel moyen de précipitations est de 1 318,8 mm,. Pour l'avenir, les paramètres climatiques de la commune estimés pour 2050 selon différents scénarios d’émission de gaz à effet de serre sont consultables sur un site dédié publié par Météo-France en novembre 2022.

## Urbanisme

### Typologie
Au 1er janvier 2024, Clergoux est catégorisée commune rurale à habitat dispersé, selon la nouvelle grille communale de densité à 7 niveaux définie par l'Insee en 2022.
Elle est située hors unité urbaine. Par ailleurs la commune fait partie de l'aire d'attraction de Tulle, dont elle est une commune de la couronne,. Cette aire, qui regroupe 43 communes, est catégorisée dans les aires de moins de 50 000 habitants,.

### Occupation des sols
L'occupation des sols de la commune, telle qu'elle ressort de la base de données européenne d’occupation biophysique des sols Corine Land Cover (CLC), est marquée par l'importance des forêts et milieux semi-naturels (69,5 % en 2018), une proportion identique à celle de 1990 (69,5 %). La répartition détaillée en 2018 est la suivante : 
forêts (64,9 %), prairies (16 %), zones agricoles hétérogènes (8,2 %), milieux à végétation arbustive et/ou herbacée (4,6 %), eaux continentales (4,4 %), zones urbanisées (1,9 %).
L'évolution de l’occupation des sols de la commune et de ses infrastructures peut être observée sur les différentes représentations cartographiques du territoire : la carte de Cassini (XVIIIe siècle), la carte d'état-major (1820-1866) et les cartes ou photos aériennes de l'IGN pour la période actuelle (1950 à aujourd'hui).

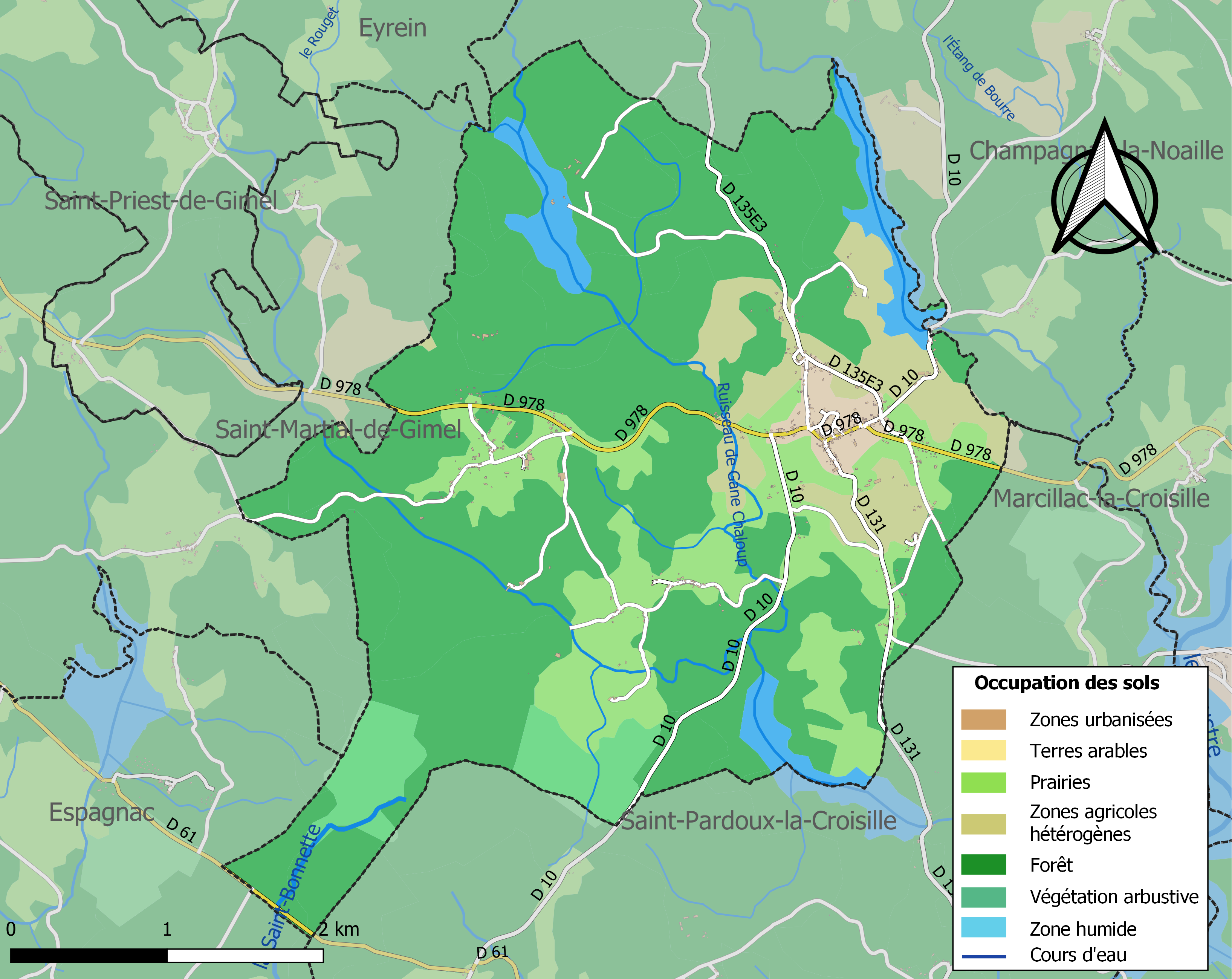
Carte des infrastructures et de l'occupation des sols de la commune en 2018 (CLC).

### Lieux-dits, hameaux et écarts
Coudert, une ancienne paroisse qui a fait partie des membres de la commanderie de Carlat jusqu'à la Révolution française.
L'historien Hippolyte Bouffet mentionne une origine templière remontant à une donation figurant dans le testament du comte Henri Ier de Rodez rédigé en octobre 1221 alors qu'il participait à la cinquième croisade.

### Habitat et logement
En 2018, le nombre total de logements dans la commune était de 329, alors qu'il était de 322 en 2013 et de 313 en 2008.
Parmi ces logements, 62,1 % étaient des résidences principales, 28,8 % des résidences secondaires et 9 % des logements vacants. Ces logements étaient pour 96,3 % d'entre eux des maisons individuelles et pour 3,1 % des appartements.
Le tableau ci-dessous présente la typologie des logements à Clergoux en 2018 en comparaison avec celle de la Corrèze et de la France entière. Une caractéristique marquante du parc de logements est ainsi une proportion de résidences secondaires et logements occasionnels (28,8 %) supérieure à celle du département (15,1 %) et à celle de la France entière (9,7 %). Concernant le statut d'occupation de ces logements, 79,8 % des habitants de la commune sont propriétaires de leur logement (79,5 % en 2013), contre 68,5 % pour la Corrèze et 57,5 % pour la France entière.
| Typologie                                               | Clergoux | Corrèze | France entière |
| ------------------------------------------------------- | -------- | ------- | -------------- |
| Résidences principales (en %)                           | 62,1     | 73,8    | 82,1           |
| Résidences secondaires et logements occasionnels (en %) | 28,8     | 15,1    | 9,7            |
| Logements vacants (en %)                                | 9        | 11,1    | 8,2            |

### Risques majeurs
Le territoire de la commune de Clergoux est vulnérable à différents aléas naturels : météorologiques (tempête, orage, neige, grand froid, canicule ou sécheresse), feux de forêts et séisme (sismicité très faible). Il est également exposé à un risque particulier : le risque de radon. Un site publié par le BRGM permet d'évaluer simplement et rapidement les risques d'un bien localisé soit par son adresse soit par le numéro de sa parcelle.

#### Risques naturels

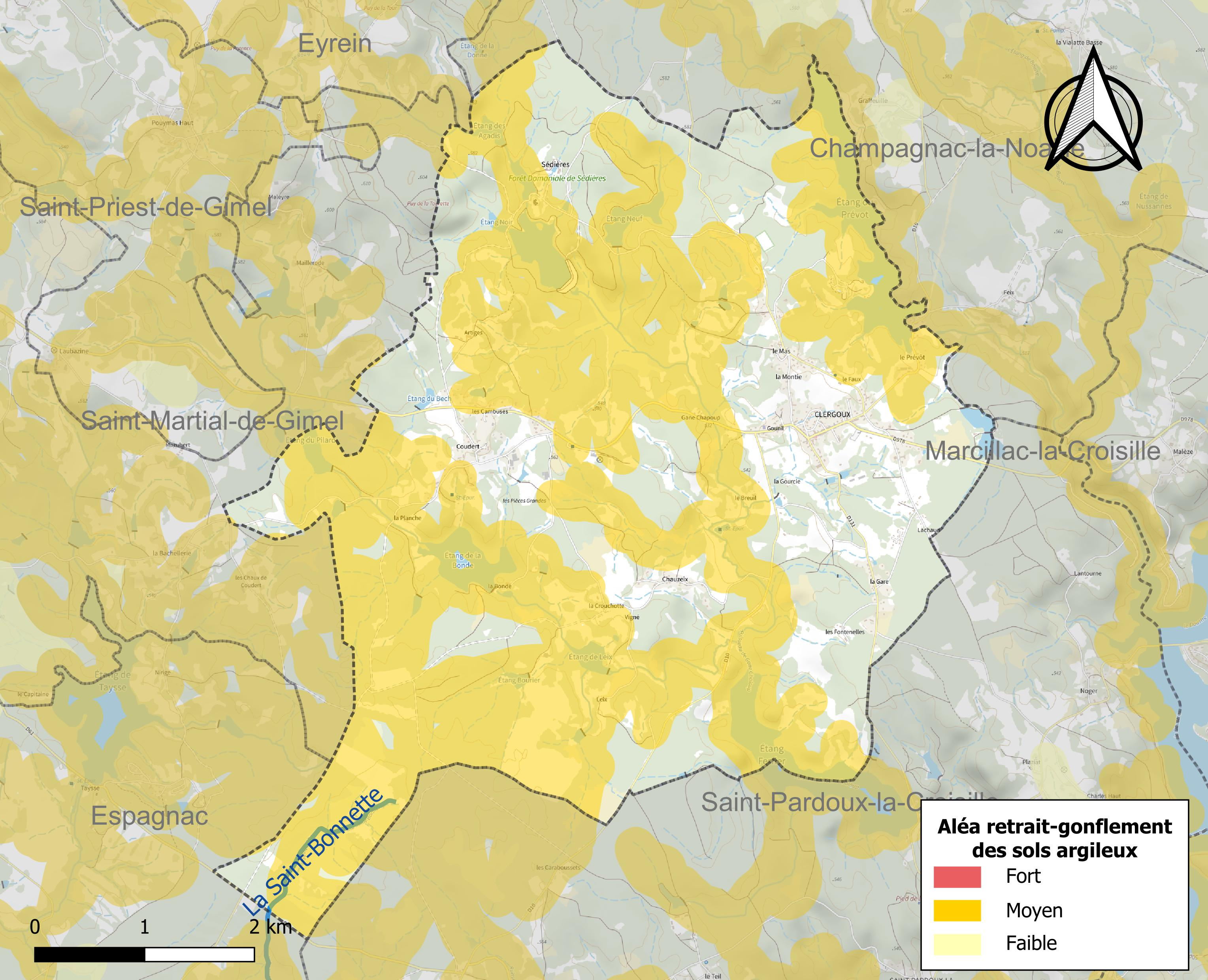
Carte des zones d'aléa retrait-gonflement des sols argileux de Clergoux.

Le retrait-gonflement des sols argileux est susceptible d'engendrer des dommages importants aux bâtiments en cas d’alternance de périodes de sécheresse et de pluie. 61,5 % de la superficie communale est en aléa moyen ou fort (26,8 % au niveau départemental et 48,5 % au niveau national). Sur les 304 bâtiments dénombrés sur la commune en 2019,  64 sont en aléa moyen ou fort, soit 21 %, à comparer aux 36 % au niveau départemental et 54 % au niveau national. Une cartographie de l'exposition du territoire national au retrait gonflement des sols argileux est disponible sur le site du BRGM,.
Concernant les feux de forêt, aucun plan de prévention des risques incendie de forêt (PPRIF) n’a été établi en Corrèze, néanmoins le code de l’urbanisme impose la prise en compte des risques dans les documents d’urbanisme. Le périmètre des servitudes d'utilité publique et des zones d'obligation légale de débroussaillement pour les particuliers est quant à lui défini pour la commune dans une carte dédiée. 

#### Risque particulier
Dans plusieurs parties du territoire national, le radon, accumulé dans certains logements ou autres locaux, peut constituer une source significative d’exposition de la population aux rayonnements ionisants. Certaines communes du département sont concernées par le risque radon à un niveau plus ou moins élevé. Selon la classification de 2018, la commune de Clergoux est classée en zone 3, à savoir zone à potentiel radon significatif. 

## Histoire
De 1912 à 1960, le village a été desservi par une gare sur le Transcorrézien, une ligne de chemin de fer secondaire à voie métrique dite Le Tacot, favorisant ainsi un développement économique de l'agriculture locale et du tourisme. La ligne a été exploitée de 1912 à 1925 par la Société des Tramways Départementaux de la Corrèze,.

## Politique et administration

### Rattachements administratifs et électoraux

#### Rattachements administratifs
La commune se trouve dans l'arrondissement de Tulle du département de la Corrèze.
Elle faisait partie depuis 1801 du canton de La Roche-Canillac. Dans le cadre du redécoupage cantonal de 2014 en France, cette circonscription administrative territoriale a disparu, et le canton n'est plus qu'une circonscription électorale.

#### Rattachements électoraux
Pour les élections départementales, la commune fait partie depuis 2014 du canton  de Sainte-Fortunade
Pour l'élection des députés, elle fait partie de la première circonscription de la Corrèze.

### Intercommunalité
Clergoux était membre de la communauté  de communes du Doustre et du Plateau des Étangs, un établissement public de coopération intercommunale (EPCI) à fiscalité propre créé fin 2001 et auquel la commune avait transféré un certain nombre de ses compétences, dans les conditions déterminées par le code général des collectivités territoriales.
Dans le cadre des dispositions de la loi portant nouvelle organisation territoriale de la République du 7 août 2015, qui prévoit que les établissements publics de coopération intercommunale (EPCI) à fiscalité propre doivent avoir un minimum de 15 000 habitants, cette intercommunalité a fusionné avec d'autres petites intercommunalités le 1er janvier 2017,au sein de la Communauté d'agglomération Tulle Agglo, dont est désormais membre la commune.

### Liste des maires
| Période      | Période                        | Identité                      | Étiquette | Qualité |
| ------------ | ------------------------------ | ----------------------------- | --------- | --- |
| mars 1959    | mars 2008                      | Jean Maison,                  | PCF       | Résistant, charron puis chef d'entreprise de menuiserie Conseiller général de Roche-Canillac (1995 → 2004) |
| mars 2008    | mars 2014                      | Claude Gounel                 | PS        | |
| mars 2014    | mai 2022                       | Marc Bachellerie, (1953-2022) | DVD       | Retraité Mort en fonction                                                                                  |
| mai 2022     | septembre 2022                 | Alain Mazet                   |           | Démissionnaire                                                                                             |
| octobre 2022 | En cours (au 16 décembre 2022) | Catherine Donnedevie          |           | Agricultrice                                                                                               |

## Démographie
L'évolution du nombre d'habitants est connue à travers les recensements de la population effectués dans la commune depuis 1793. Pour les communes de moins de 10 000 habitants, une enquête de recensement portant sur toute la population est réalisée tous les cinq ans, les populations de référence des années intermédiaires étant quant à elles estimées par interpolation ou extrapolation. Pour la commune, le premier recensement exhaustif entrant dans le cadre du nouveau dispositif a été réalisé en 2004.

En 2022, la commune comptait 411 habitants, en évolution de −0,96 % par rapport à 2016 (Corrèze : −0,59 %, France hors Mayotte : +2,11 %).
| 1793 | 1800 | 1806 | 1821 | 1831 | 1836 | 1841 | 1846 | 1851 |
| ---- | ---- | ---- | ---- | ---- | ---- | ---- | ---- | ---- |
| 375  | 375  | 458  | 333  | 308  | 344  | 353  | 359  | 460  |

| 1856 | 1861 | 1866 | 1872 | 1876 | 1881 | 1886 | 1891 | 1896 |
| ---- | ---- | ---- | ---- | ---- | ---- | ---- | ---- | ---- |
| 583  | 546  | 593  | 577  | 583  | 626  | 604  | 617  | 665  |

| 1901 | 1906 | 1911 | 1921 | 1926 | 1931 | 1936 | 1946 | 1954 |
| ---- | ---- | ---- | ---- | ---- | ---- | ---- | ---- | ---- |
| 617  | 702  | 663  | 502  | 508  | 510  | 437  | 380  | 335  |

| 1962 | 1968 | 1975 | 1982 | 1990 | 1999 | 2004 | 2006 | 2009 |
| ---- | ---- | ---- | ---- | ---- | ---- | ---- | ---- | ---- |
| 390  | 430  | 397  | 390  | 367  | 385  | 374  | 367  | 376  |

| 2014 | 2019 | 2022 | - | - | - | - | - | - |
| ---- | ---- | ---- | - | - | - | - | - | - |
| 404  | 405  | 411  | - | - | - | - | - | - |

## Culture locale et patrimoine

### Lieux et monuments

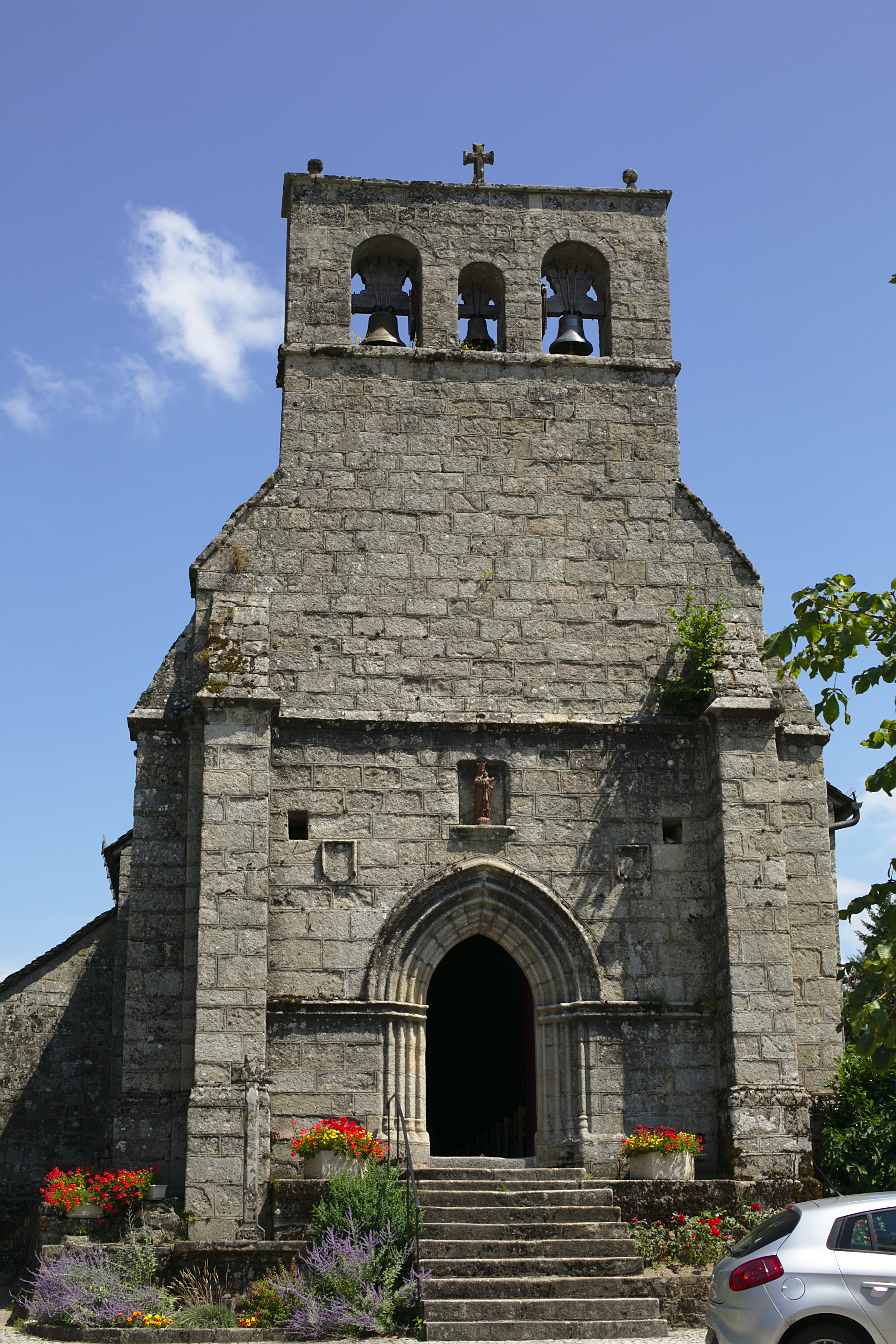
L'église Notre-Dame

- Château de Sédières, datant des XVe et XVIe siècles, et son parc (festival de juin à septembre).
- Église Notre-Dame de Clergoux, des  XIIe, XIVe et XVe siècles. L'édifice a été inscrit au titre des monuments historique en 1972[35].
- 7 croix de pierre
- Nombreux étangs
- L'ancienne gare du Tacot
- La stèle de la Résistance
- Nombreux puits, fours et séchoirs à châtaignes

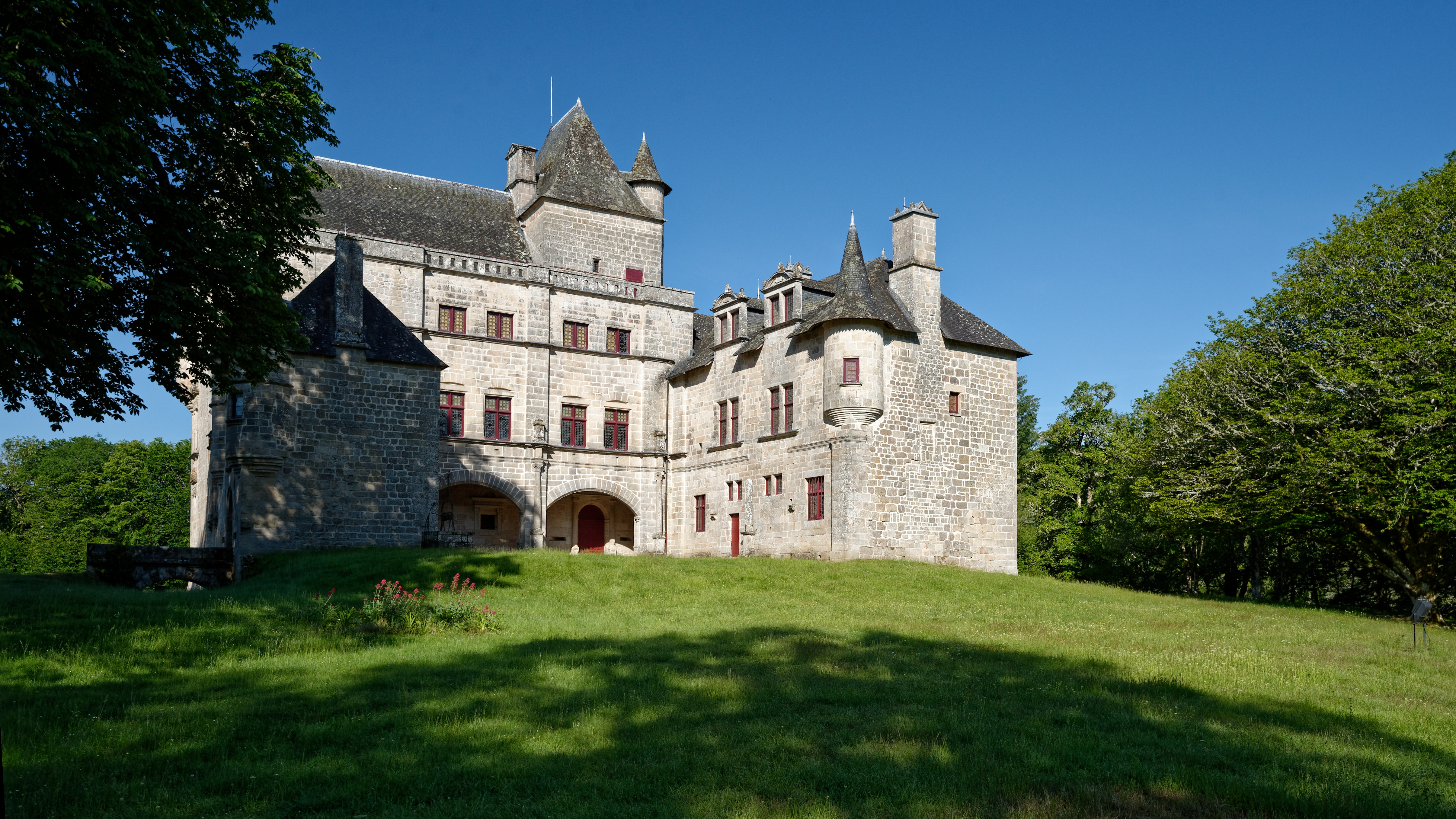
Le château de Sédières
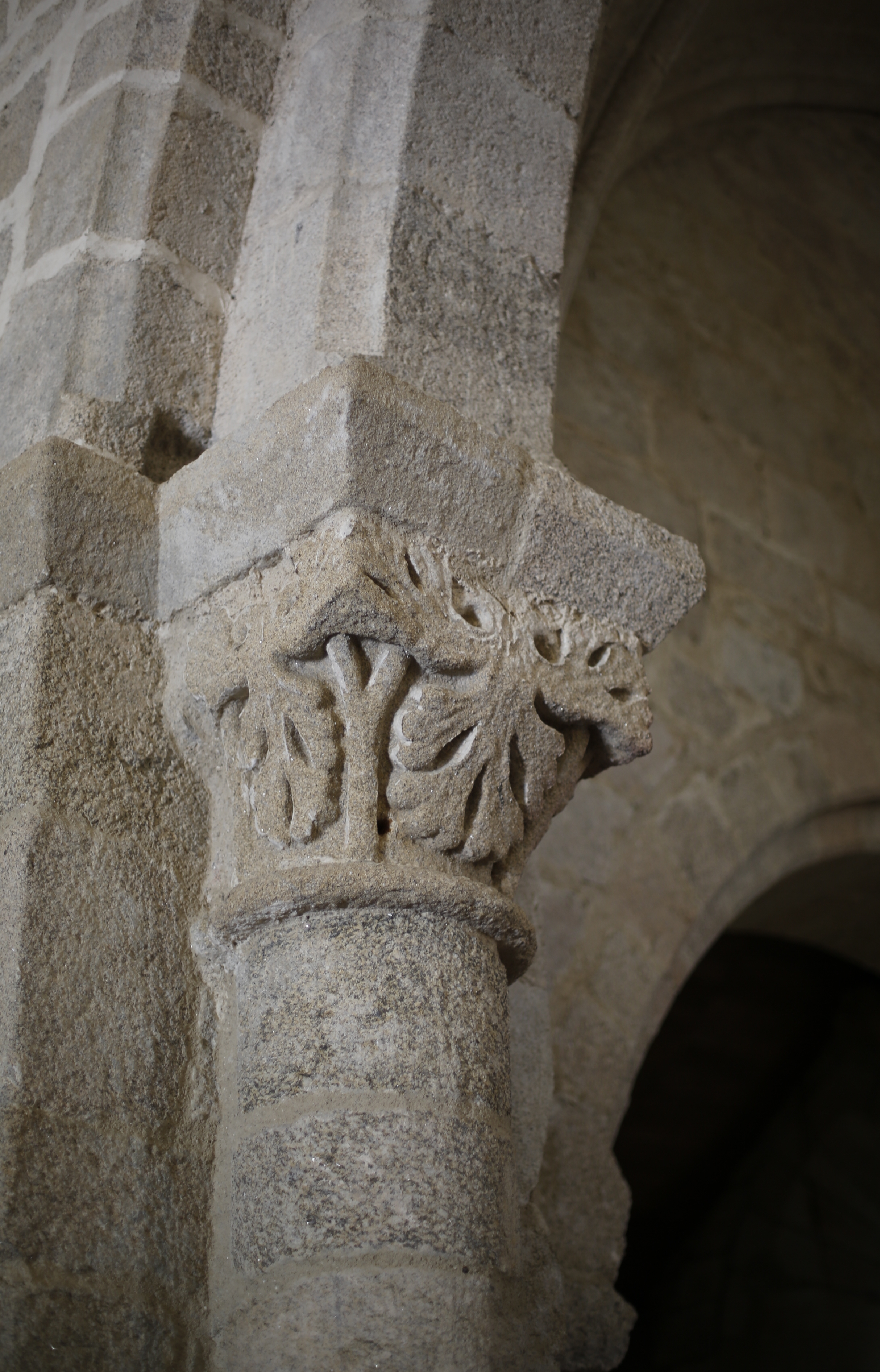
Chapiteau de l'église
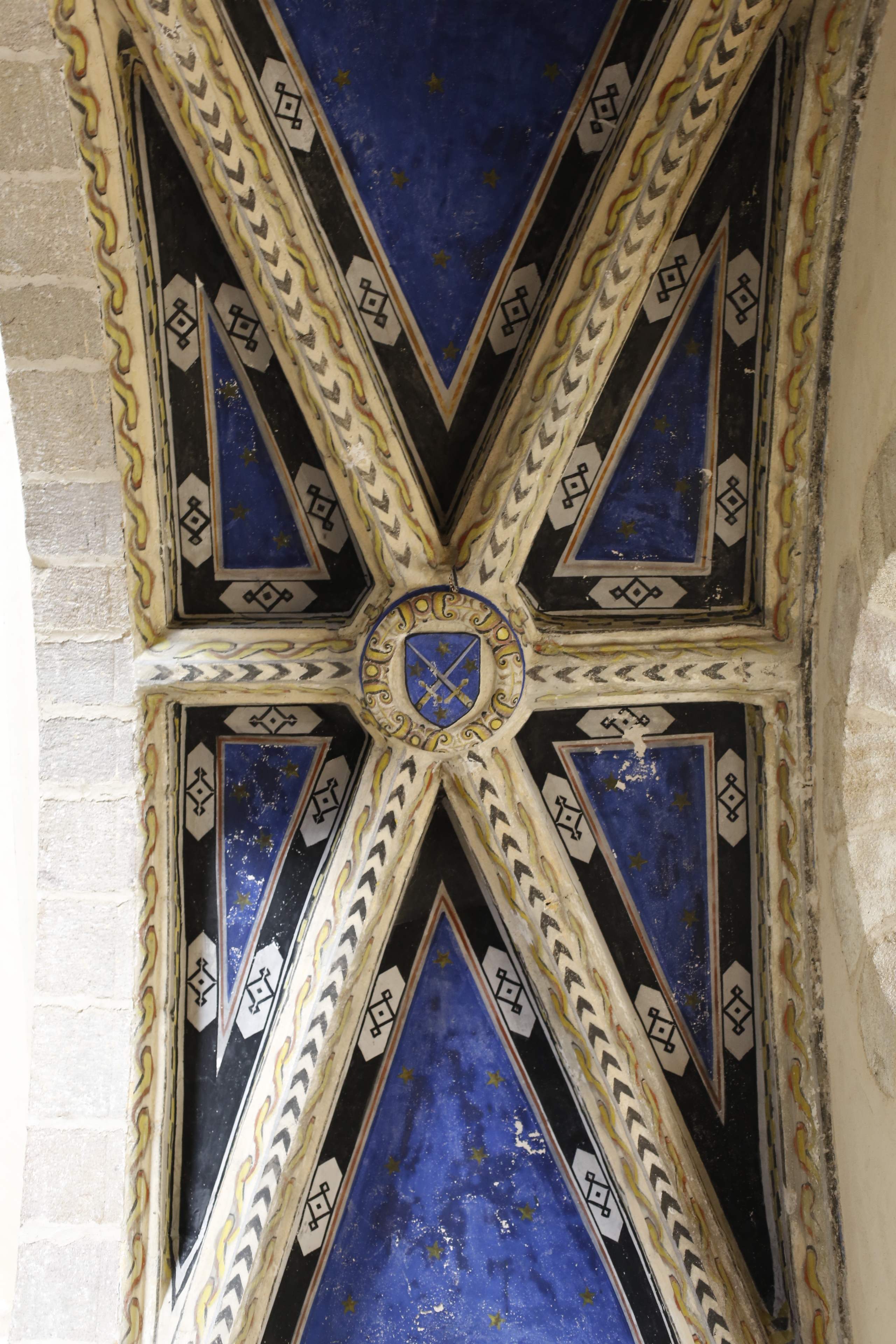
Croisée d'ogives de l'église.
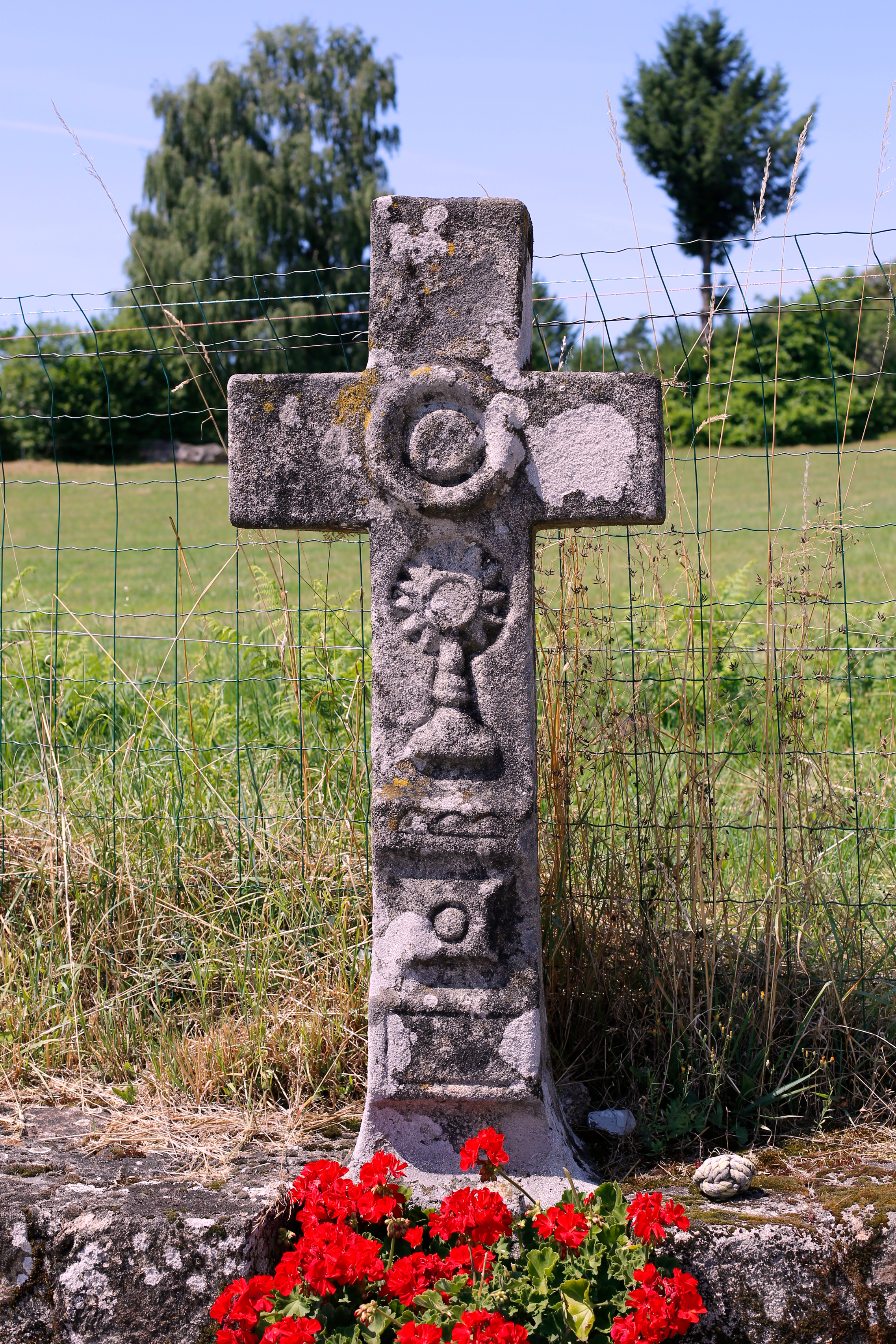
La croix de Gounil, e long de la RD 978.

### Héraldique
| Blason de Clergoux | Blason  | D'azur au chevron d'or accompagné de trois palmes de même. |
| Blason de Clergoux | Détails | Le statut officiel du blason reste à déterminer.           |

## Pour approfondir